# BQ (компанія)
BQ (колишня назва Mundo Reader) — це іспанська компанія, бренд електроніки, зокрема смартфонів, планшетів, електронних книжок, 3D-принтерів та інших пристроїв.
Серед найпомітніших продуктів BQ — перший мобільний телефон AndroidOne в Європі (BQ Aquaris A4.5), а також перші у світі мобільний телефон та планшет, які працюють на мобільній операційній системі Ubuntu (BQ Aquaris E4.5 та BQ Aquaris M10). 2018 року в'єтнамський конгломерат Vingroup придбав 51 % частки BQ та активний у В'єтнамі під брендом Vinsmart.

## Історія
Компанія розпочала свій бізнес у 2009 році, імпортуючи електронні книжки з Азії. 2010 року вона почала виробляти власні планшети та електронні книжки.
У 2013 році компанія мала 600 співробітників та виробляла 400 000 планшетів і 100 000 електронних книжок.
2014 року компанія вийшла на португальський ринок.
2015 року компанія випустила смартфон (BQ Aquaris E4.5 Ubuntu Edition) з операційною системою Ubuntu.
2016 року компанія випустила планшет BQ Aquaris M10 Ubuntu.
Станом на 2020 рік BQ, ймовірно, більше не працює на ринку телефонів, оскільки всі пристрої були вилучені з сайту компанії. Зараз головна сторінка сайту англійською мовою представляє робототехніку, 3D-друк та консалтинг з розробки продуктів як фокус компанії, принаймні, на міжнародному рівні.
2021 року вебсторінки компанії проінформували відвідувачів, що BQ припинила бізнес-операції, та додали посилання на завантаження програмного забезпечення для 3D-принтера Witbox Go і навчальних пропозицій.
Станом на лютий 2023 року сайт компанії перенаправляє користувачів на сторінку, що інформує про освітні послуги компанії.
Дохід компанії за роками:
- 2014 — 202,5 мільйона євро[18]
- 2013 — 115 мільйонів євро[13]
- 2012 — 37,3 мільйона євро[12]
- 2011 — 25 мільйонів євро[12]
- 2010 — 3,8 мільйона євро[12]

## Смартфони та планшети
AndroidOne:
- BQ Aquaris X2 Pro
- BQ Aquaris X2
- BQ Aquaris A4.5

Android high-end:
- BQ Aquaris X Pro[19]
- BQ Aquaris X[20]
- BQ Aquaris X5 Plus[21]
- BQ Aquaris X5[22]

Android середнього класу:
- BQ Aquaris M5[23]
- BQ Aquaris E4.5
- BQ Aquaris E5

Android Cyanogen:
- BQ Aquaris M5[23]
- BQ Aquaris X5 Cyanogen Edition[22]

Ubuntu Phone:
- BQ Aquaris M10
- BQ Aquaris E4.5
- BQ Aquaris E5

Інші:
- BQ Aquaris E6
- BQ Aquaris E4